# Бондарев, Степан Маркович
Степа́н Ма́ркович Бо́ндарев (9 апреля 1923 года, Ленино, Ленинская волость, Гомельский уезд, Гомельская губерния, РСФСР — 9 июня 2016 года, Москва, Российская Федерация) — советский военачальник, заместитель командующего войсками Северо-Кавказского военного округа, Северной группы войск (1973—1984), генерал-лейтенант.

## Биография
Окончил Третье Саратовское танковое училище (1943), Военную академию бронетанковых войск (1954), Военную академию Генштаба (1970).
Участник Великой Отечественной войны с первых дней. Войну начал рядовым, затем сержантом и командиром отделения в составе Борисовского танкового училища на Западном и Юго-Западном фронтах. В 1943 году с отличием окончил 3-е Саратовское танковое училище и был оставлен в училище в должности командира взвода курсантов.  С 1944 г. командовал танковой ротой в составе 3-й гвардейской танковой бригады 3-го гв. Котельниковского танкового корпуса. Принимал участие в Белорусской наступательной операции.
После войны окончил Военную академию бронетанковых войск имени Маршала Советского Союза Р. Я. Малиновского, служил командиром танкового батальона и полка, 16-й гвардейской танковой дивизии, 44-го армейского корпуса (Архангельск). Генерал-майор танковых войск (19.02.1968).
В 1972 году управление корпуса было переведено в Улан-Удэ, и на его базе развёртывал полевое управление в должности первого заместителя командующего 29-й общевойсковой армией Забайкальского военного округа.
В 1973—1975 гг. — заместитель командующего войсками Северо-Кавказского военного округа. В 1975—1984 гг. — заместитель командующего войсками Северной группы войск.
В 1984 году уволен в запас. Был членом президиума Совета ветеранов республики Беларусь.
Похоронен на Троекуровском кладбище .

## Награды и звания
Генерал-лейтенант.
Награждён орденами Октябрьской Революции, Красного Знамени, Отечественной войны I степени, Красной Звезды, «За службу Родине в Вооруженных Силах СССР» III степени, многими медалями СССР и иностранных государств.